# Carlos C. Echeverría
General Carlos C. Echeverría fue un militar mexicano que participó en la Revolución mexicana. Nació en Cosalá, Sinaloa. Estudió la carrera de abogado. Simpatizó con el maderismo y luego se unió al movimiento constitucionalista. Militó en las fuerzas villistas con el grado de general brigadier. Fue comandante militar y gobernador del Territorio de Tepic. Después fungió como Magistrado del Tribunal Superior de Justicia del Estado de Sinaloa, y más tarde como Magistrado del Tribunal Superior del Distrito Federal. Murió en la Ciudad de México en 1932.